# Verkligt liv
Verkligt liv är Curt & Rolands första LP-skiva, och spelades in i Cavatina Studio i Kumla. Utgiven 1970.
Bland musikerna på skivan märks Kenth Larsson på steelguitar och Björn Alriksson på munspel. De var även medlemmar i countrybandet Country Road.

## Låtlista
Sida A
1. Ett verkligt liv
2. Less of me
3. Jesus, med Dig vill jag leva
4. When the saints go marching in
5. En liten stund med Jesus
6. O, så underbart

Sida B
1. Alla minns
2. Säg, har jag räddat någon själ
3. Call me Lord
4. Vill du min Jesus lära känna
5. Jag lever idag
6. Estou allegro
7. Tiden försvinner